# マキャヴィティ
マキャヴィティ（Macavity、マキャビティとも）は、ミュージカル『キャッツ』に登場する猫。劇中で唯一、本当の悪人。赤茶猫。法に楯突く反逆者で「犯罪界のナポレオン」である。名前の由来はニッコロ・マキャヴェッリとジェームズ・モリアーティを組み合わせたもの。原作者T・S・エリオットはシャーロック・ホームズ物の愛読者だった。 

## 概要
神出鬼没で、劇中のナンバー「マキャヴィティ〜犯罪王」によると犯罪者たちの王座にいるという猫。劇場の主に左右の高い位置から、マントを翻し高笑いと共に現れる。外見は黒い縮れ毛に銀の仮面（ハーフマスク）、全身は長めの毛の黒色交じりの赤毛。黒のマントと山高帽、チョッキを着ている。
マキャヴィティとして正しく紹介されているのは以上の容姿の猫であるが、「犯罪王」として登場していない時は黄色地に白色の毛交じり、頭頂部だけ焦げ茶色の猫が他のジェリクルキャッツと一緒に紛れて踊ったり歌ったりしている。これは同じ俳優が演じていて、犯罪王の時だけマントなど身に着け、皆を脅かすために現われ、それ以外の時は黄色い猫の姿でギルバートの空中ブランコ押しをしたり、グリザベラが天上に昇る際のタイヤの前の階段を退けたり別猫をリフトしたりとさまざまな「手伝い」をしている。
一見ところどころしか登場していないように見えるマキャヴィティであるが、黄色い猫としては冒頭からカーテンコールまでほとんど登場しており、「幸福の姿」ではヴィクトリアとペアダンスを踊っている。仮面の犯罪王としては「マンゴジェリーとランペルティーザ 〜小泥棒」ナンバーより登場し、いない時は犯罪王の恰好の準備中だったりする。
仮面の犯罪王と黄色い猫が同一の猫なのか、公式には発表されていない。パンフレットなどにも黄色い猫の紹介はない。
ナンバー「マキャヴィティ〜犯罪王」は本人は歌わず、ディミータとボンバルリーナが歌う。ナンバーでの歌唱はないが、黄色い猫時のジェリクルソングや犯罪王時のジェリクルボールでは個人台詞がある。
マキャヴィティとの闘いでは、偽オールドデュトロノミーとして登場するが、ディミータに気づかれ、闘いが始まる。タントミールを振り回し、マンカストラップと闘う。マキャヴィティとの闘い後は仮面の犯罪王としては登場しない。

## 主に演じている俳優

### 日本（劇団四季）版
大柄な体型の俳優が演じることが多い。
| 役者名     | 初出演日      | 代数 | 備考 | 他の出演           |
| ---------- | ------------- | ---- | ---- | ------------------ |
| 藤本隆宏   | 1998年        | ?    | 退団 |                    |
| 赤瀬賢二   | 2000年        | 14代 | 退団 |                    |
| 片山崇志   | 2005年        | 19代 | 退団 |                    |
| 金久烈     | 2006年        | 20代 | 在団 | ラムタムタガー     |
| 満寧       | 2006年        | 21代 | 退団 |                    |
| 桧山憲     | 2010年        |      | 在団 | ランパスキャット   |
| 川野翔     | 2011年        |      | 在団 | タンブルブルータス |
| 安芸雅史   | 2012年2月18日 |      | 在団 |                    |
| 佐野隼平   | 2013年9月15日 |      | 在団 |                    |
| 二橋純     | 2014年4月20日 |      | 在団 |                    |
| 文永傑     | 2015年2月21日 |      | 在団 |                    |
| 上島ジョン | 2015年4月25日 |      | 在団 |                    |
| 田川雄理   | 2016年1月20日 |      | 在団 |                    |

※他の出演はキャッツに限る。